# Oleksandr Hrekow

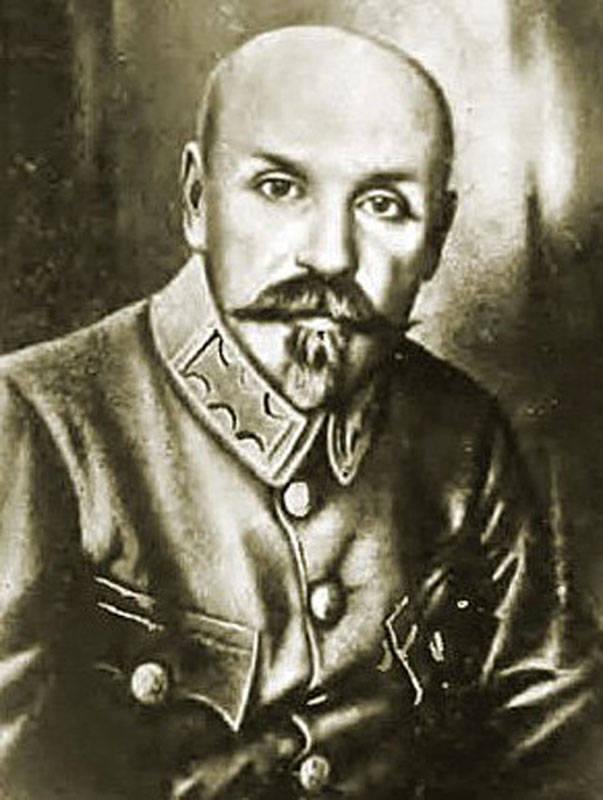
Oleksandr Hrekow

Oleksandr Petrowytsch Hrekow (ukrainisch Олександр Петрович Греков/ russisch Александр Петрович Греков Alexander Petrowitsch Grekow; * 21. Novemberjul. / 3. Dezember 1875greg. in Sopytsch, Gouvernement Tschernigow, Russisches Kaiserreich; † 2. Dezember 1958 in Wien, Österreich) war ein ukrainischer General. Er war vom 29. April 1917 bis 3. Mai 1918
Minister für militärische Angelegenheiten des Ukrainischen Staats und vom 9. Januar 1919 bis zum 14. Februar 1919 der Ukrainischen Volksrepublik.

## Leben
Oleksandr Hrekow trat 1899 in die Kaiserlich Russische Armee ein und absolvierte bis 1905 die Generalstabsakademie in Sankt Petersburg. Im Ersten Weltkrieg befehligte er verschiedene Einheiten der russischen Armee und wurde im Oktober 1917 zum Generalmajor der Russischen Armee befördert.
Hrekow war ab November 1918 Stabschef des Generalstabs der ukrainischen Streitkräfte und vom 9. Juni bis zum 5. Juli 1919 war er Oberbefehlshaber der Ukrainisch-galizischen-Armee bei der Tschortkiw-Offensive im Polnisch-Ukrainischen Krieg.
Im Juli 1919 emigrierte er mit seiner Familie nach Rumänien und im Mai 1920 nach Wien, wo er am 30. August 1948 vom SMERSch verhaftet, ins Kiewer Lukjaniwska-Gefängnis verbracht und im Juli 1949 wegen „Mitgliedschaft in einer antisowjetischen Organisation“ und „aktiver antisowjetischer Tätigkeit“ zu 25 Jahren Straflager verurteilt und nach Ostsibirien deportiert wurde. Im August 1956 wurde er begnadigt und kehrte am 23. Dezember 1956 nach Wien zurück, wo er 1958 starb und auf einem Friedhof in St. Andrä-Wördern beigesetzt wurde. Er besaß seit 1946 die österreichische Staatsbürgerschaft. Am 27. Juli 1989 wurde er posthum rehabilitiert.

## Ehrungen
- 1908 Orden des Heiligen Stanislav 3. Klasse[2]
- 1911 Orden der Heiligen Anna[2]
- 1913 Orden des Heiligen Stanislav 2. Klasse[2]
- 1916 Orden des Heiligen Georg 4. Klasse[2]